# Степной (Улан-Удэ)
Степной (бур. Талын Бага Хороо) — упразднённое село, находившееся в подчинении Советского района города Улан-Удэ Бурятии. В 2009 году включено в состав города и исключено из учётных данных.

## География
Посёлок Степной расположен в степной равнинной местности, на юго-западе города Улан-Удэ, сливаясь с посёлками Заречный и Солдатский,на левобережье реки Селенги. Находится в 5 км от центра столицы Бурятии, на федеральной автотрассе Р258 «Байкал».

## История
17 апреля 1992 года сёла Исток и Степной переданы из состава Иволгинского района в подчинение Улан-Удэнскому горсовету.
Постановлением Народного Хурала Республики Бурятия от 3 декабря 2009 года № 1233-IV село Степной присоединен к Советскому району города Улан-Удэ.